# Saison 2015 de l'équipe cycliste Novo Nordisk
La saison 2015 de l'équipe cycliste Novo Nordisk est la huitième de l'équipe dirigée par Vassili Davidenko.

## Préparation de la saison 2015

### Sponsors et financement de l'équipe

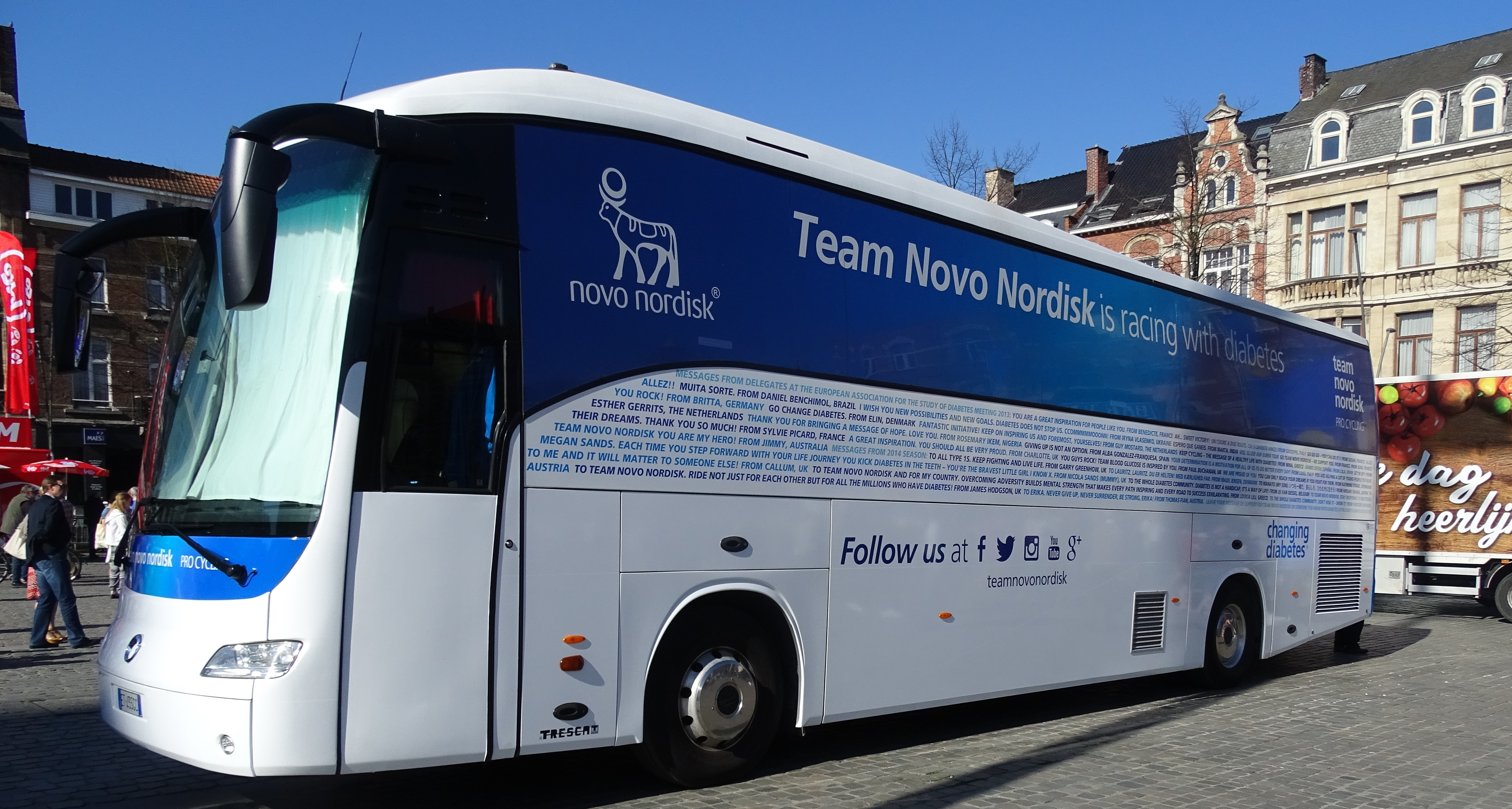
Le bus de l'équipe lors du départ de la Flèche brabançonne 2015 à Louvain.
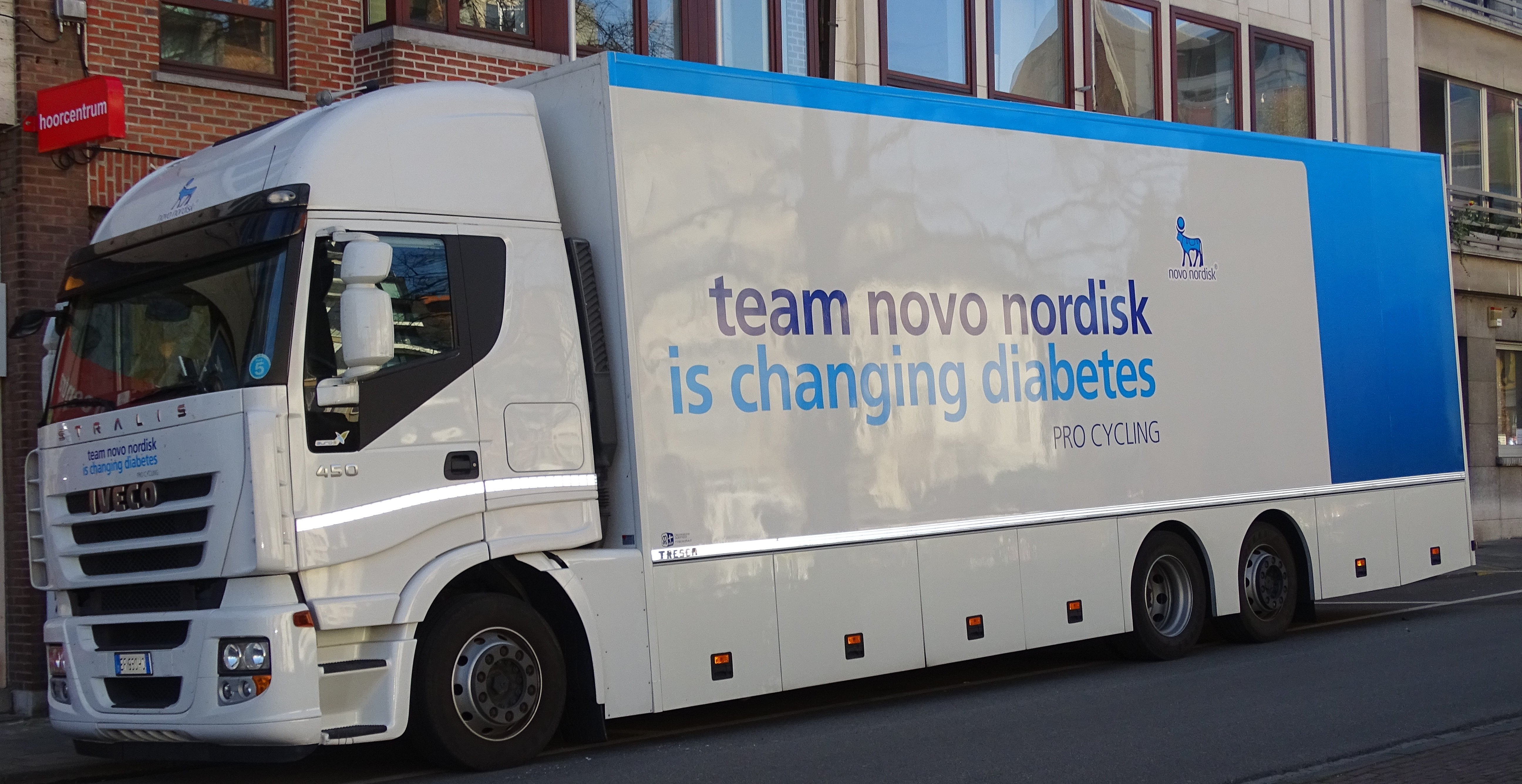
Le camion de l'équipe lors du départ de la Flèche brabançonne 2015 à Louvain.
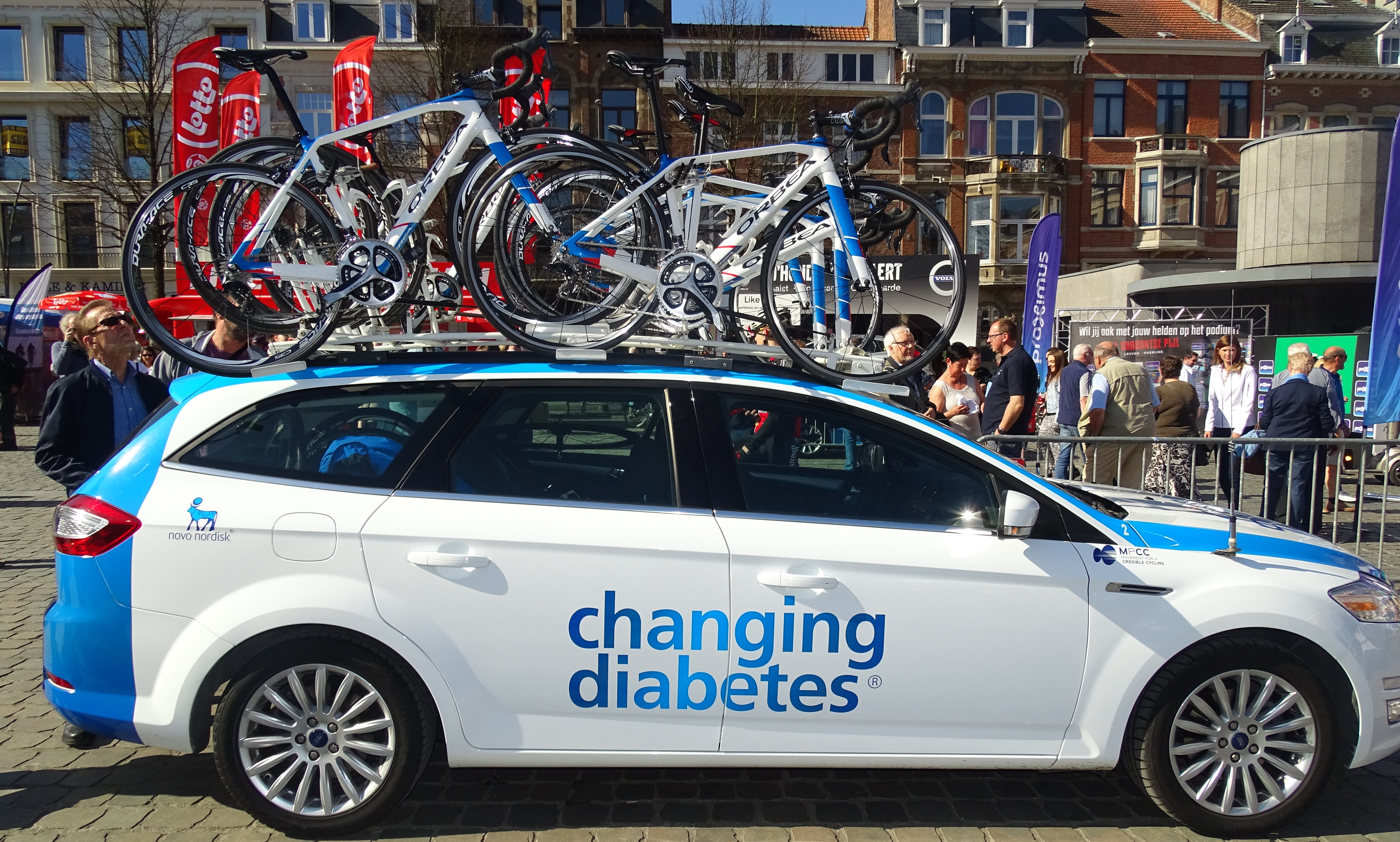
Une des voitures de l'équipe lors du départ de la Flèche brabançonne 2015 à Louvain.
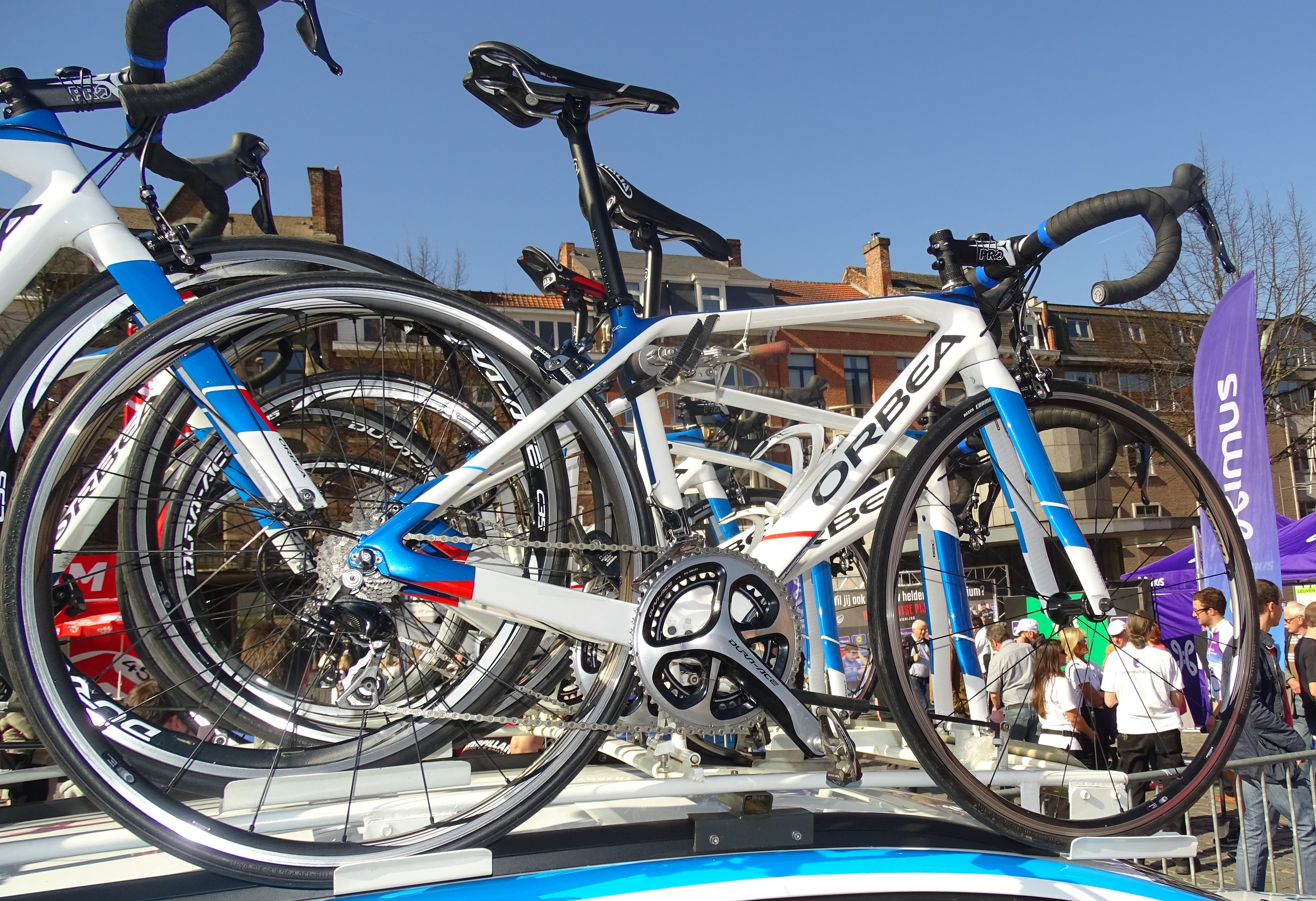
Un des vélos de l'équipe lors du départ de la Flèche brabançonne 2015 à Louvain.

### Arrivées et départs
| Arrivées         | Équipe 2014               |
| ---------------- | ------------------------- |
| Scott Ambrose    | CharterMason Giant Racing |
| Corentin Cherhal | Novo Nordisk Development  |
| Gerd de Keijzer  | Novo Nordisk Development  |
| James Glasspool  | Novo Nordisk Development  |
| Simon Strobel    | Novo Nordisk Development  |

| Départs              | Équipe 2015 |
| -------------------- | ----------- |
| Paolo Cravanzola     |             |
| Joe Eldridge         |             |
| Justin Stuart Morris |             |
| Aaron Perry          |             |

## Coureurs et encadrement technique

### Effectif

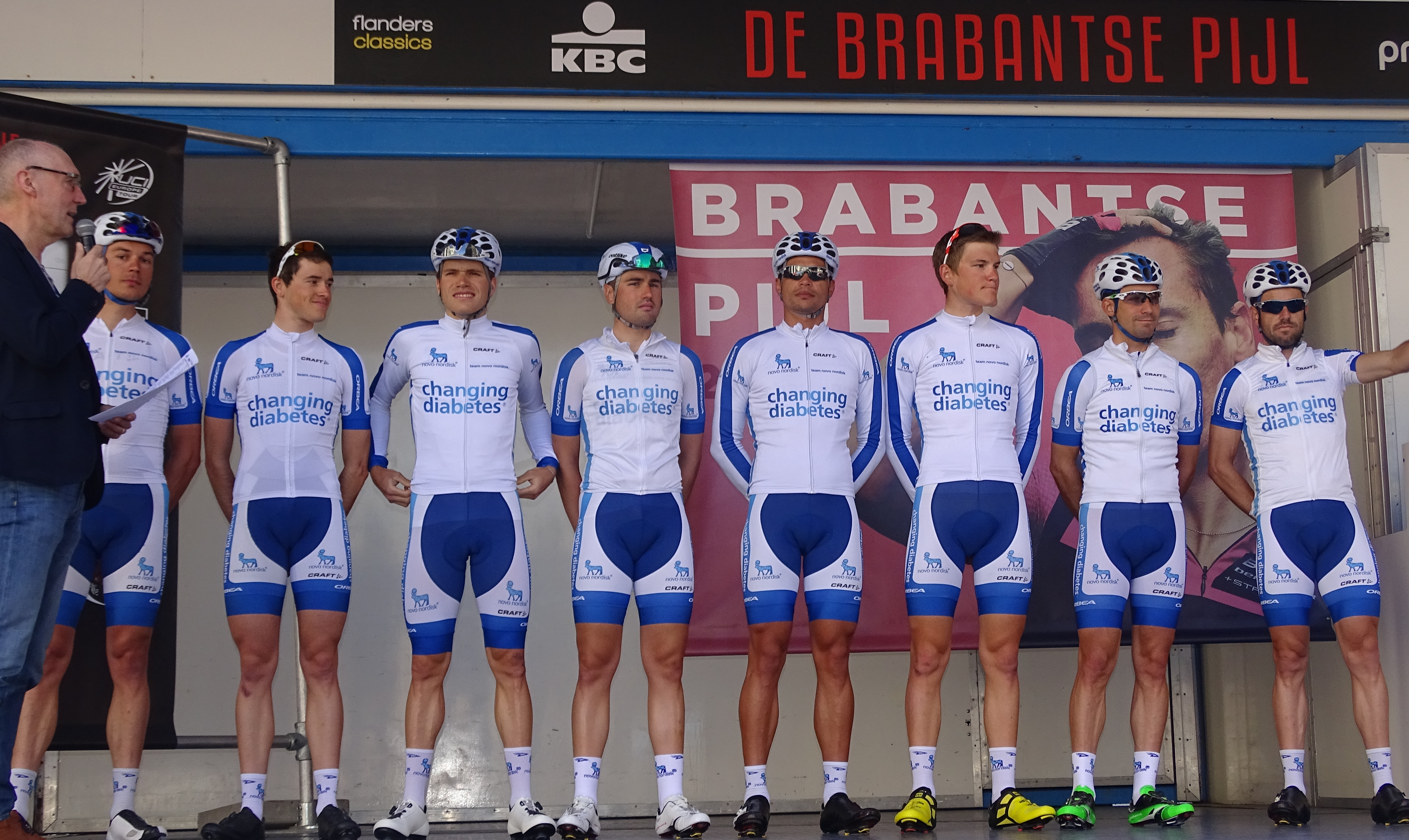
L'équipe lors du départ de la Flèche brabançonne 2015 à Louvain.

| Cycliste             | Date de naissance | Nationalité      | Équipe 2014               |  |
| -------------------- | ----------------- | ---------------- | ------------------------- |  |
| Scott Ambrose        | 23 janvier 1995   | Nouvelle-Zélande | CharterMason Giant Racing |  |
| Corentin Cherhal     | 19 janvier 1994   | France           | Novo Nordisk Development  |  |
| Stephen Clancy       | 19 juillet 1992   | Irlande          | Novo Nordisk              |  |
| Ruud Cremers         | 3 janvier 1992    | Pays-Bas         | Novo Nordisk              |  |
| Gerd de Keijzer      | 18 janvier 1994   | Pays-Bas         | Novo Nordisk Development  |  |
| Kevin De Mesmaeker   | 24 juillet 1991   | Belgique         | Novo Nordisk              |  |
| Benjamin Dilley      | 18 septembre 1991 | États-Unis       | Novo Nordisk              |  |
| James Glasspool      | 8 juin 1991       | Australie        | Novo Nordisk Development  |  |
| Joonas Henttala      | 17 septembre 1991 | Finlande         | Novo Nordisk              |  |
| Nicolas Lefrançois   | 27 avril 1987     | France           | Novo Nordisk              |  |
| David Lozano         | 21 décembre 1988  | Espagne          | Novo Nordisk              |  |
| Javier Mejías        | 30 septembre 1983 | Espagne          | Novo Nordisk              |  |
| Andrea Peron         | 28 octobre 1988   | Italie           | Novo Nordisk              |  |
| Charles Planet       | 30 octobre 1993   | France           | Novo Nordisk              |  |
| Thomas Raeymaekers   | 22 mai 1993       | Belgique         | Novo Nordisk              |  |
| Simon Strobel        | 8 octobre 1986    | Allemagne        | Novo Nordisk Development  |  |
| Martijn Verschoor    | 4 mai 1985        | Pays-Bas         | Novo Nordisk              |  |
| Christopher Williams | 10 novembre 1981  | Australie        | Novo Nordisk              |  |
| Stagiaire            | Date de naissance | Nationalité      | Équipe 2015               |  |
| Brian Kamstra        | 5 juillet 1993    | Pays-Bas         | Novo Nordisk Development  |  |

Portraits
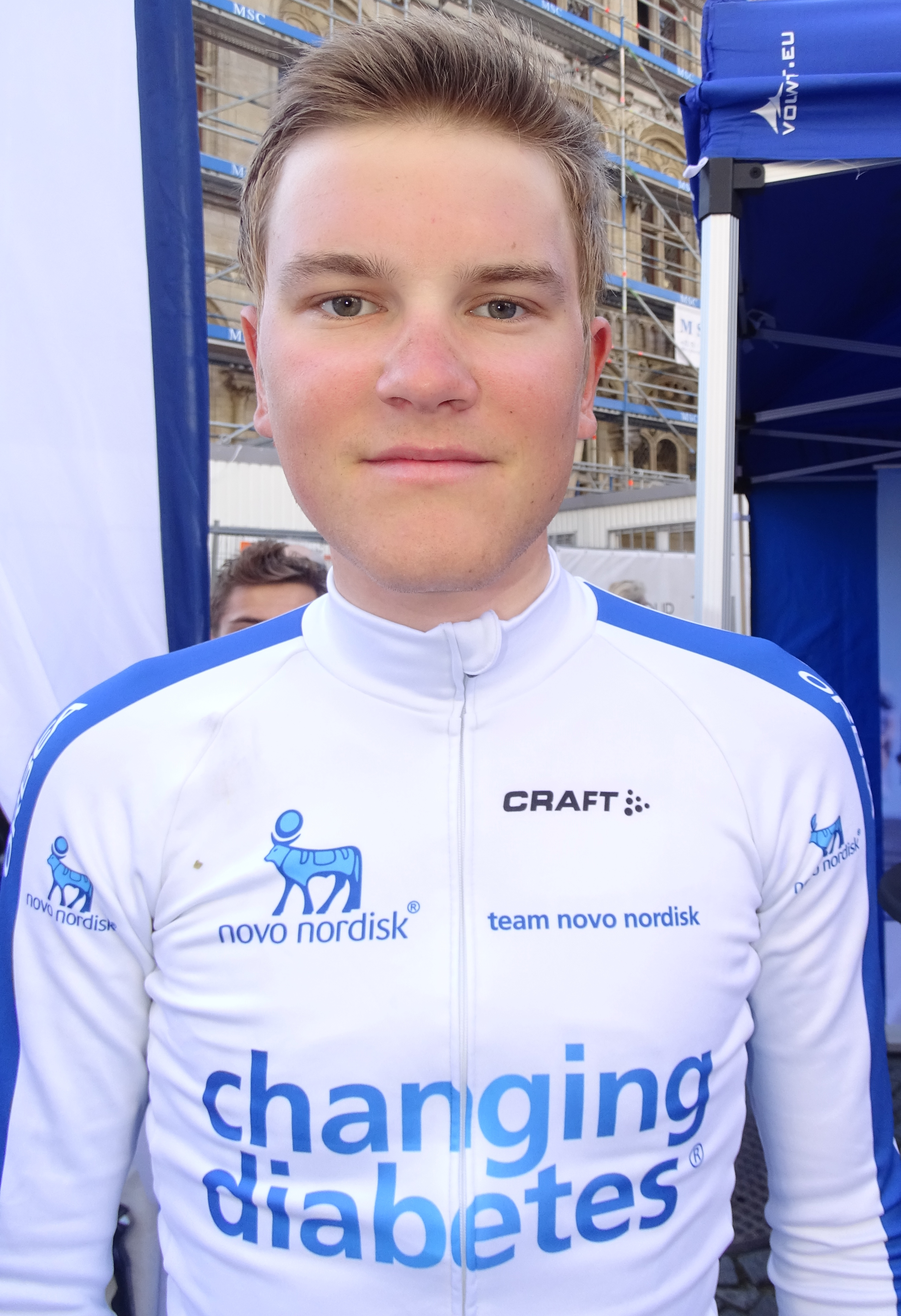
Joonas Henttala.
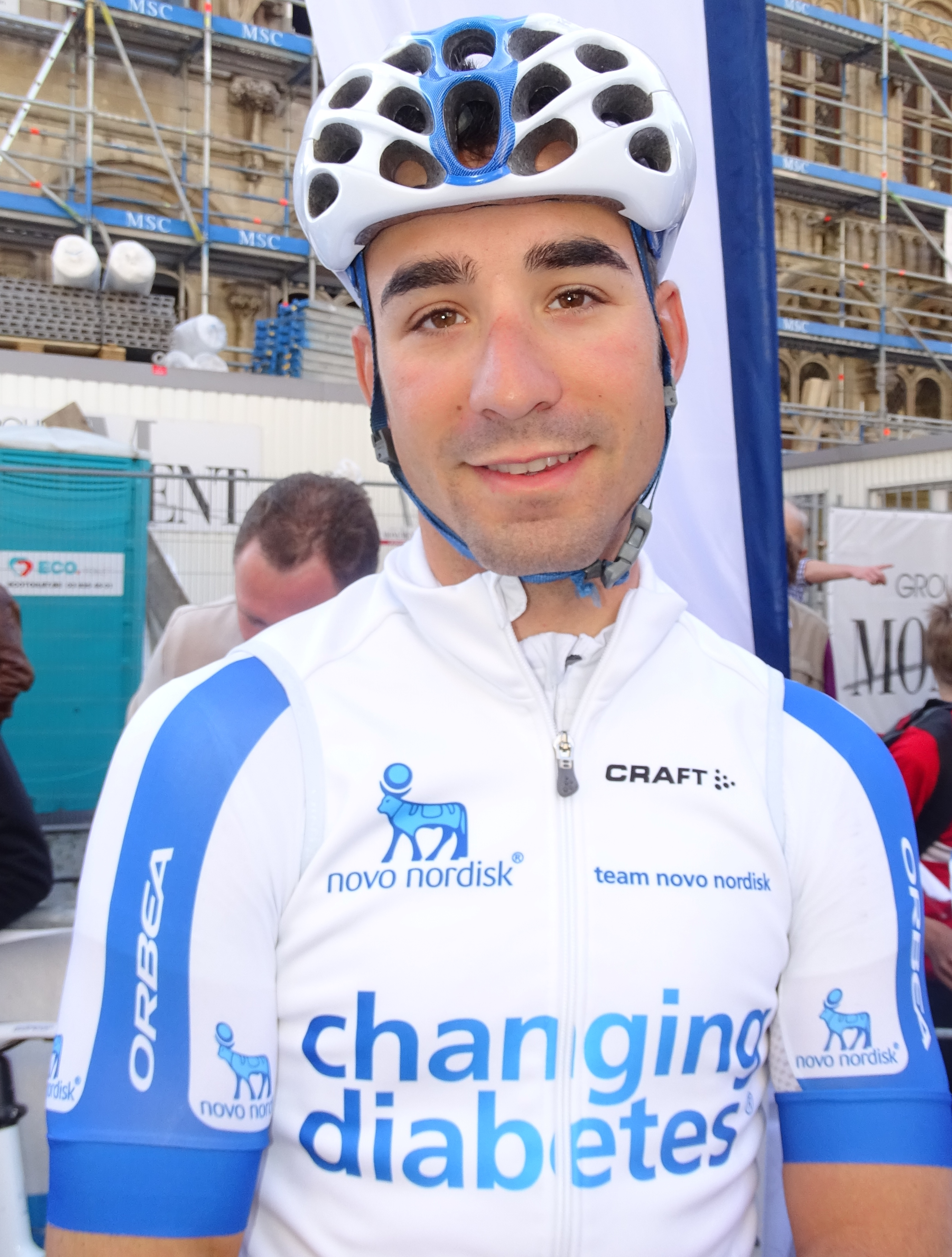
David Lozano.
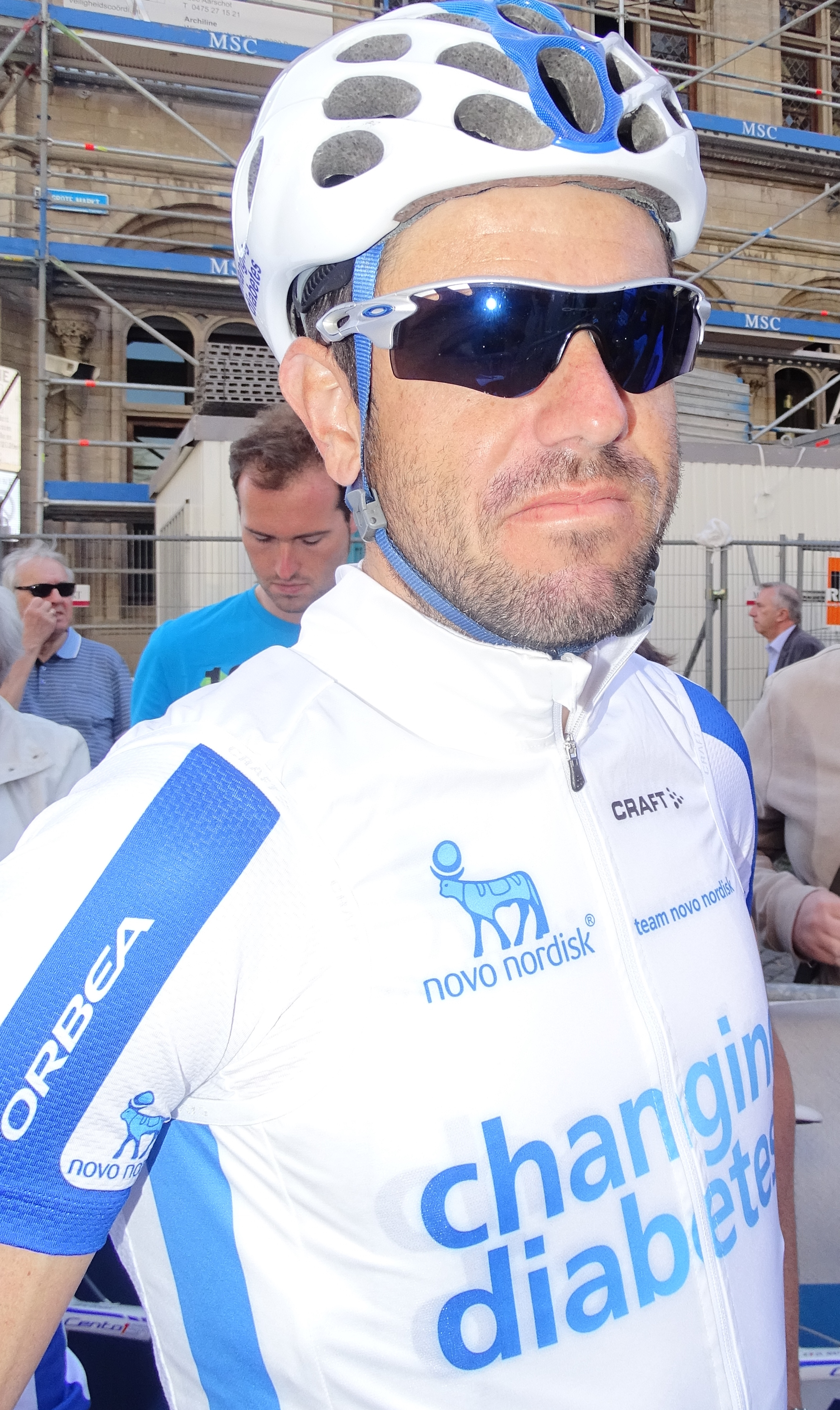
Javier Mejías.
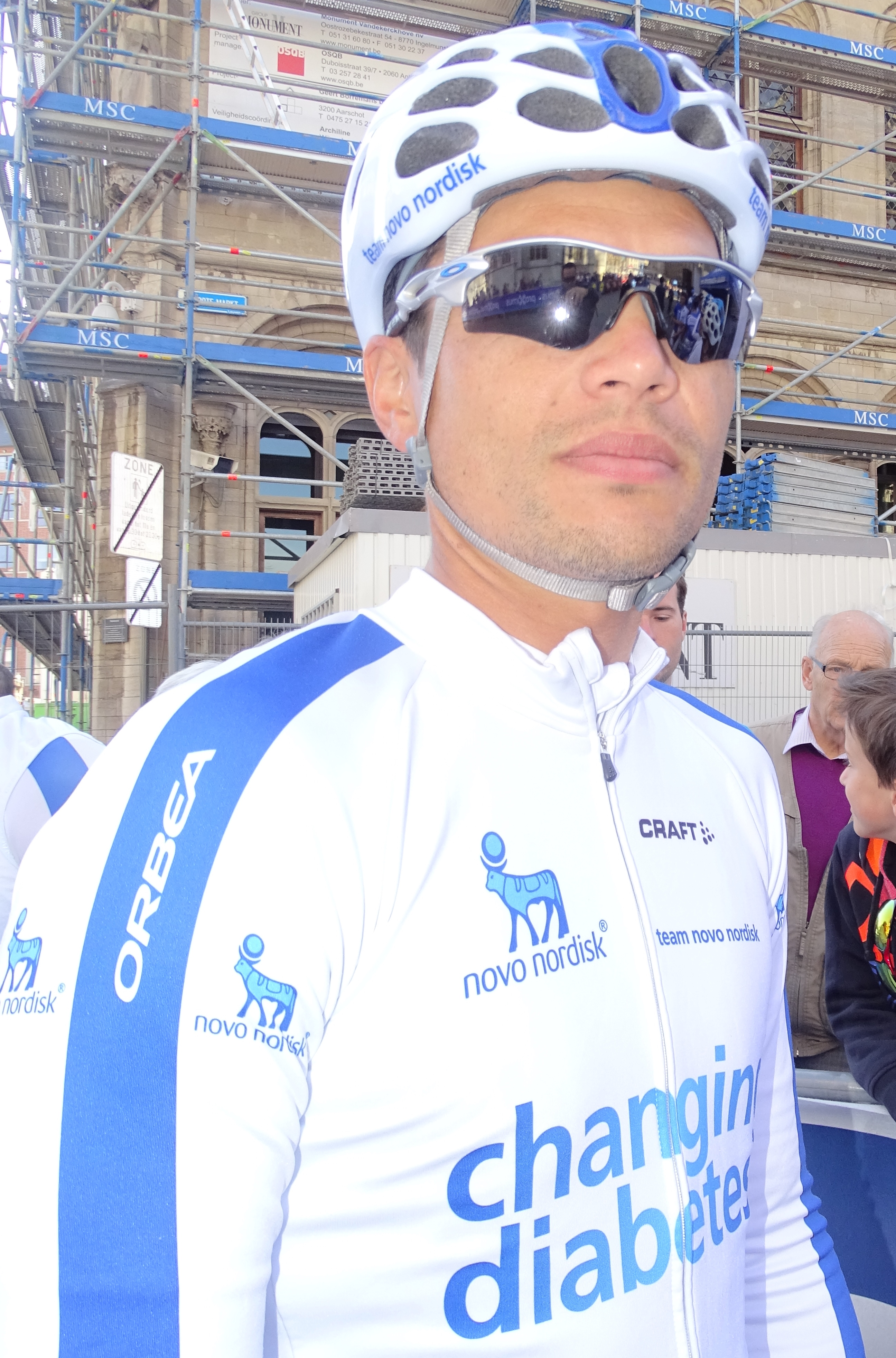
Christopher Williams.
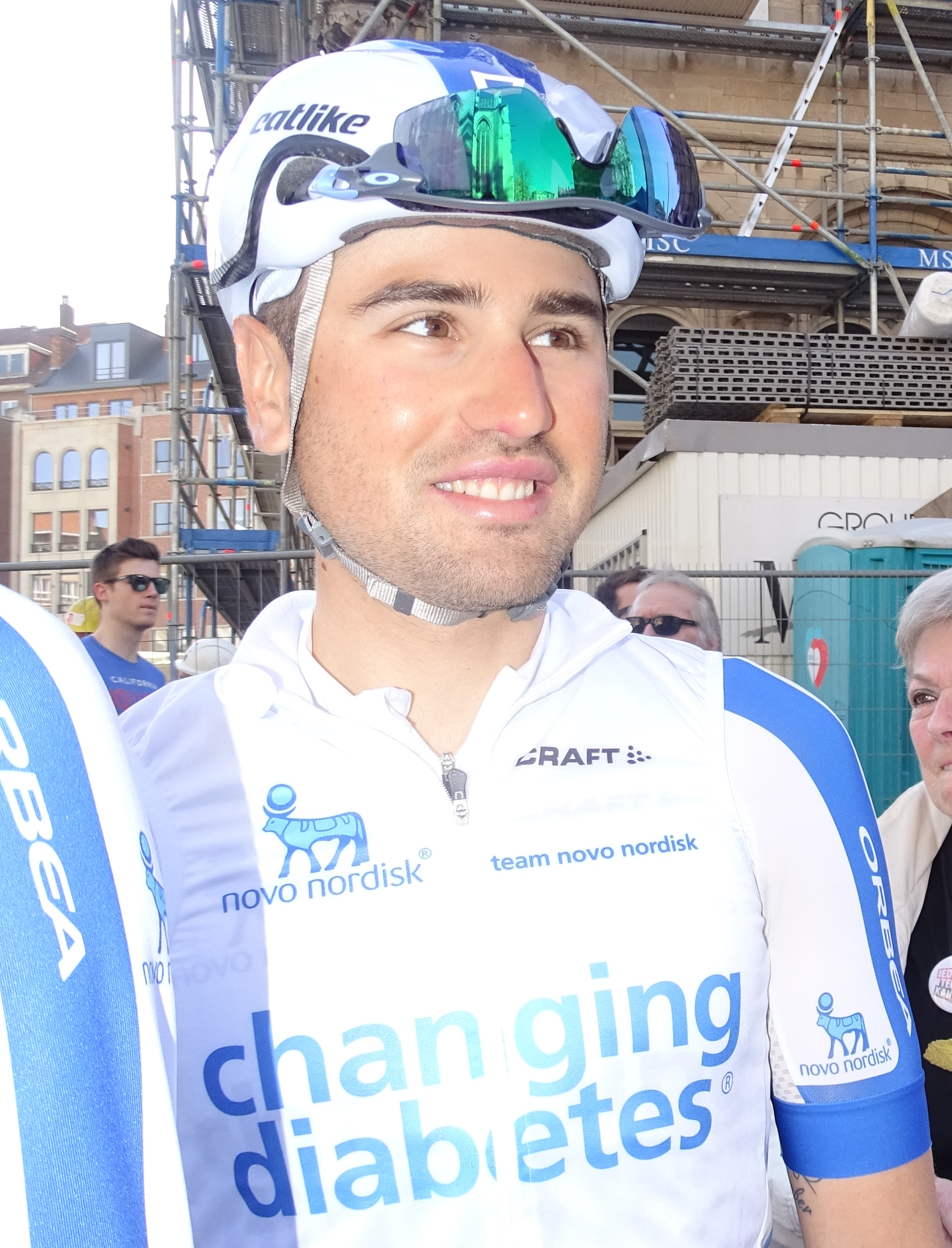
Andrea Peron.
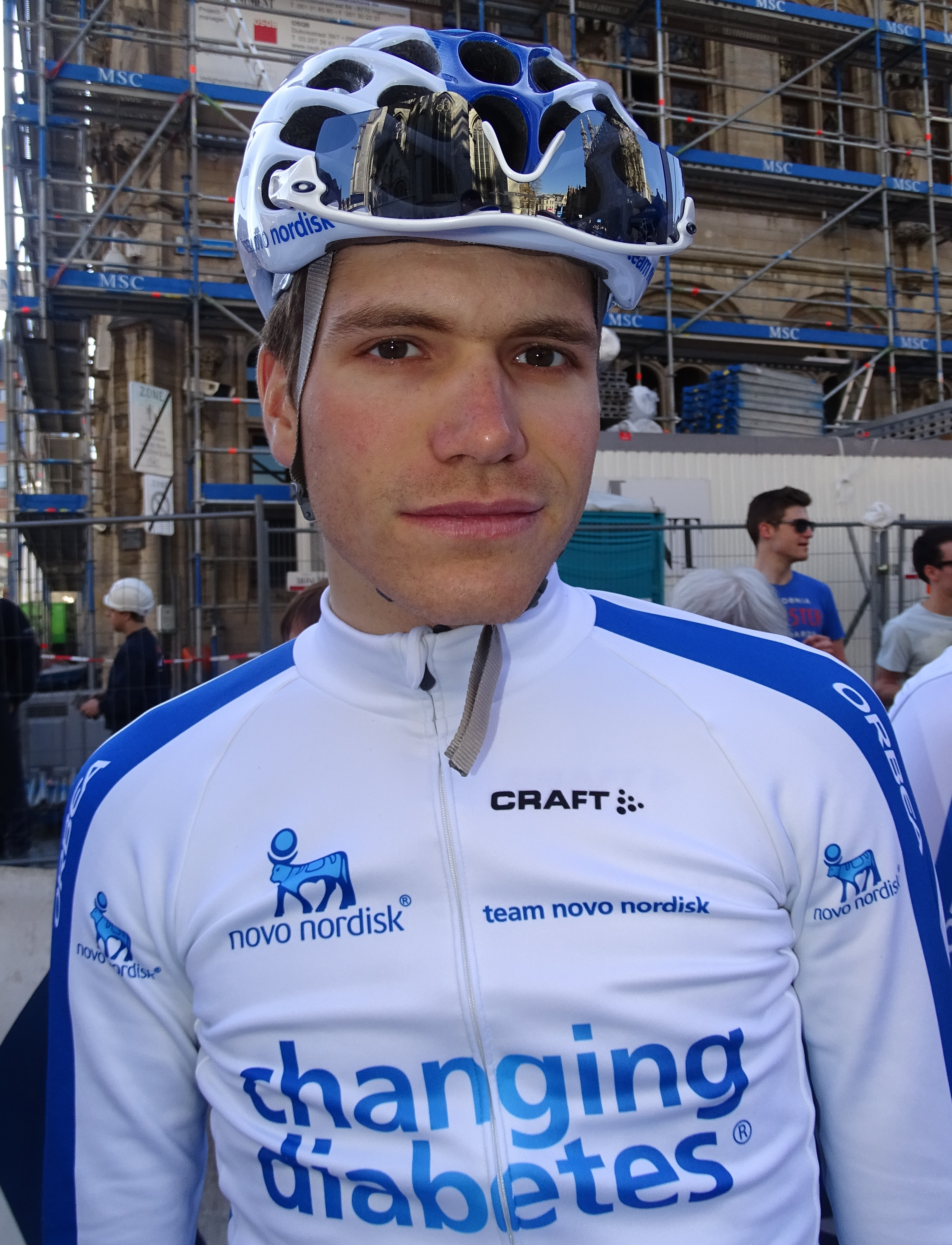
Charles Planet.
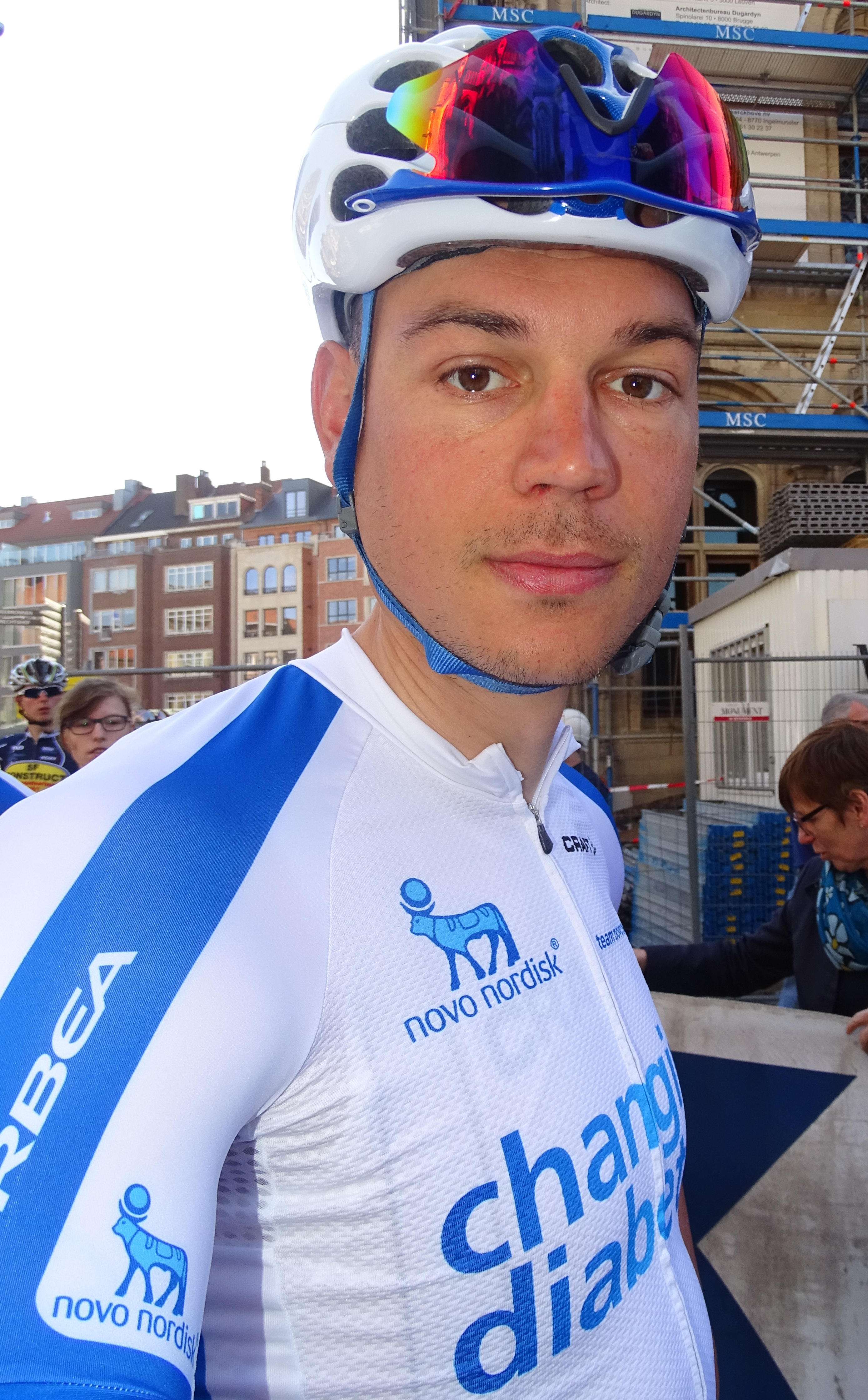
Nicolas Lefrançois.
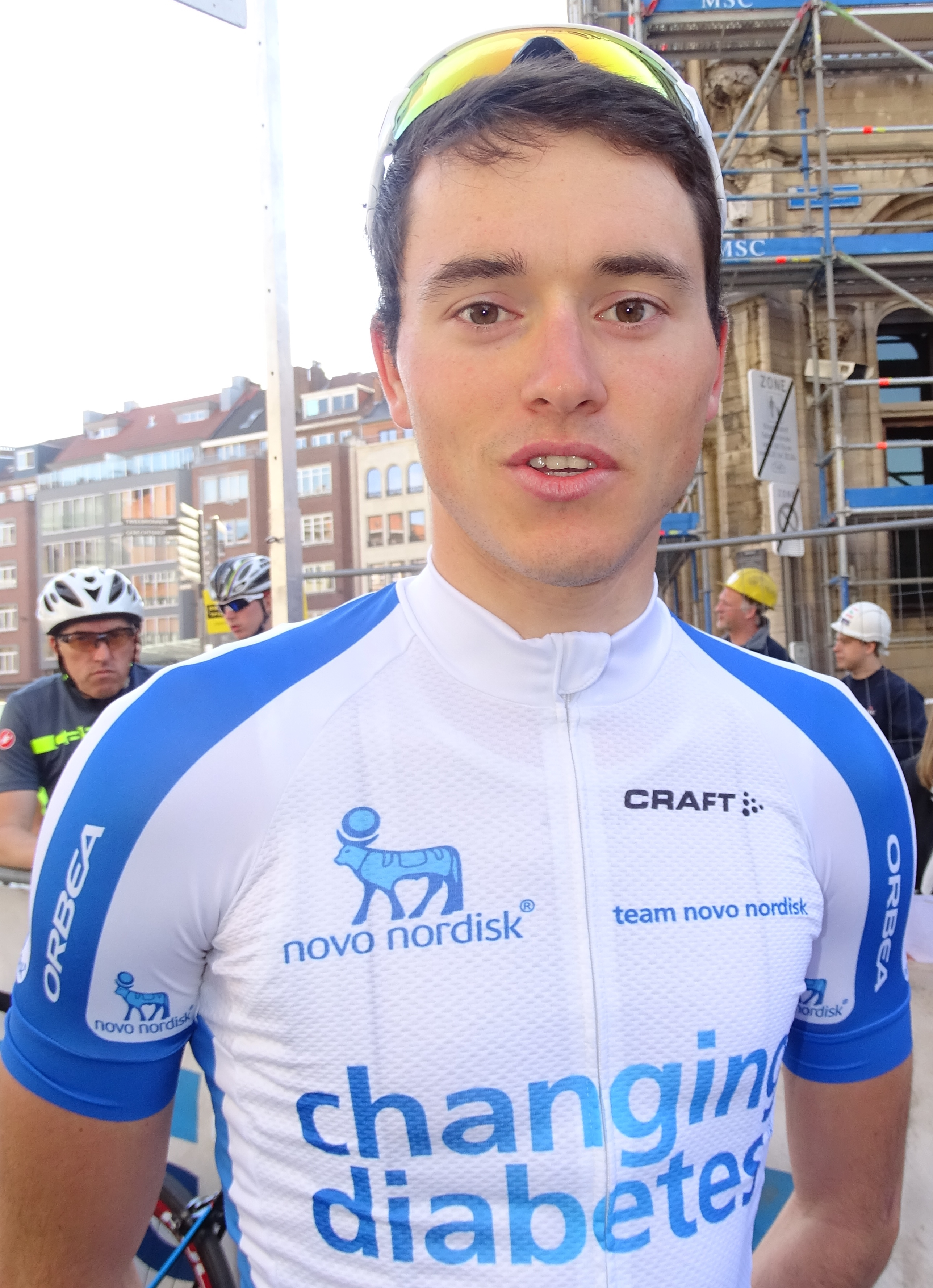
Kevin De Mesmaeker.

## Bilan de la saison

### Victoires
| Date       | Course                           | Pays        | Classe | Vainqueur     |
| ---------- | -------------------------------- | ----------- | ------ | ------------- |
| 02/02/2015 | 2e étape du Tour des Philippines | Philippines | 2.2    | Scott Ambrose |

### Résultats sur les courses majeures
Les tableaux suivants représentent les résultats de l'équipe dans les principales courses du calendrier international dans lesquelles l'équipe bénéficie d'une invitation. Pour chaque épreuve est indiqué le meilleur coureur de l'équipe, son classement ainsi que les accessits glanés par Novo Nordisk sur les courses de trois semaines.

#### Classiques
| Classique            | Milan-San Remo      | Tour des Flandres | Paris-Roubaix | Liège-Bastogne-Liège | Tour de Lombardie |
| -------------------- | ------------------- | ----------------- | ------------- | -------------------- | ----------------- |
| Coureur (classement) | Javier Mejías (99e) | Non invitée       | Non invitée   | Non invitée          | Non invitée       |

#### Grands tours
| Grand tour           | Tour d'Italie | Tour de France | Tour d'Espagne |
| -------------------- | ------------- | -------------- | -------------- |
| Coureur (classement) | Non invitée   | Non invitée    | Non invitée    |
| Accessits            | -             | -              | -              |

### Classement UCI

#### UCI America Tour
L'équipe Novo Nordisk termine à la 38e place de l'America Tour avec 16 points. Ce total est obtenu par l'addition des points des huit meilleurs coureurs de l'équipe au classement individuel, cependant seuls cinq coureurs sont classés,.
| Rang | Coureur       | Points |
| ---- | ------------- | ------ |
| 207  | Javier Mejías | 17     |
| 447  | Andrea Peron  | 2      |